# Rudolf Krüger (Politiker, 1872)
Rudolf Krüger (* 7. Dezember 1872; † 7. November 1945 in Friedland) war ein deutscher Maurer und Politiker.

## Leben
Krüger war gelernter Maurer und lebte in Friedland. 1919 wurde er für die SPD Abgeordneter der Verfassunggebenden Versammlung, anschließend auch Abgeordneter des ersten ordentlichen Landtags von Mecklenburg-Strelitz.